# Aspila spectanda
Aspila spectanda là một loài bướm đêm trong họ Noctuidae.